# Здание Сената США имени Дирксена
Здание Сената США имени Дирксена — второе офисное здание, построенное для членов Сената США в Вашингтоне, округ Колумбия, и названное в честь покойного лидера меньшинства Эверетта Дирксена от штата Иллинойс, в 1972 году.

## История
Накануне вовлечения США во Вторую мировую войну в 1941 г., Сенат США разрешил архитектору Капитолия подготовить проект второго офисного здания Сената США. Расширенная роль федерального правительства на национальном и международном уровнях, начиная с 1930-х годов, подняла новые вопросы для активности Сената, которые в свою очередь потребовали увеличения персонала и создали стесненные условия в Капитолии и в первом и в то время единственном Здании Сената США. Когда Вторая мировая война притормозила реализацию планов по строительству здания Сената, расширение рабочих площадей становилось все более актуальной. Вскоре после войны, Конгресс Соединенных Штатов принял законодательный акт о реорганизации от 1946 года с целью модернизировать и рационализировать свои действия и предоставлять сенаторам и комитетам дополнительный персонал помощников. Для размещения дополнительного персонала, Сенат прибег к аренде площадей в близлежащих зданиях. Более того, ожидаемое принятие Аляски и Гавайев в качестве новых штатов потребовало ещё большего пространства для четырёх будущих сенаторов. По мере роста оказываемого давления ввиду нехватки рабочего пространства, Сенат в 1948 году приобрел имущество, на котором и возвел второе офисное здание для расширенного персонала.
Консультирующие архитекторы Отто Р. Эггерс и Даниэль Пол Хиггинс из фирмы Эггерс и Хиггинс в Нью-Йорке, начертили проект семиэтажного здания облицованного белым мрамором, который должен был находиться на Первой улице напротив прежнего офисного Здания Сената (Здание Сената США имени Рассела) и напротив Капитолия по диагонали у левого крыла Капитолия, на котором заседает Сенат США. Будучи более модернизированным и менее расписанным, новое здание было спроектировано так, чтобы гармонировать с Капитолием и прежним офисным Зданием Сената США. Бронзовые своды между окнами третьего и четвёртого этажей изображают сцены американской промышленности: грузоперевозки, сельское хозяйство, производство, горно-лесозаготовки. Ниже западного фронтона нового здания виднеется надпись: «Сенат является живым символом нашего единства штатов».

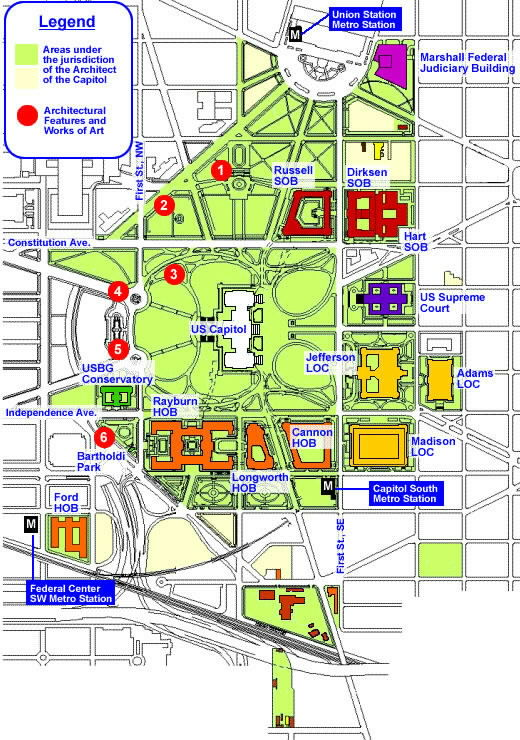
карта Капитолиского холма с выделенным на ней красным цветом Зданием Сената США имени Дирксена

Хотя Сенат одобрил планы нового здания в 1949 году, строительство было отложено до 1956 года. К тому времени повышение затрат на строительство вызвало некоторые опущения в изначальной архитектуре, в том числе ликвидацию планируемого центрального коридора. В присутствии архитектора Капитолия Капитолия Джорджа Стюарта, члены комиссии офисного Здания Сената США провели церемонию закладки первого камня 13 июля 1956 года, а новое офисное здание было открыто 15 октября 1958 года.
Строительство нового сенатского здания было спланировано так, чтобы соответствовать телевизионной эпохе, с его залами для комитетских слушаний, оборудованных трибунами, которые лучше подходят для выслушивания показаний, чем слушания, проходящие за конференц-столом, как это было в предыдущих залах комитетов, как в Капитолии, так и в офисном Здании Сената. В 1970-х гг., третье офисное здание Сената, имени Харта, было построено рядом со зданием Дирксена на месте, первоначально предназначенном для зеркального отображения офисного Здания Сената США имени Дирксена. Здания Харта и Дирксена соединены между собой так, что можно ходить из одного к другому так же легко, как если бы они были одной структурой.

## Список действующих американских сенаторов в здании Сената США имени Дирксена
- Ламар Александер, (Р-Теннесси), кабинет 455
- Джон Баррассо, (Р-Вайоминг) кабинет 307
- Скотт Браун (Р-Массачусетс), кабинет 359
- Тад Кохран (Р-Миссисипи), кабинет 113
- Сьюзан Коллинз (Р-Мэн), кабинет 413
- Боб Коркер (Р-Теннесси), кабинет 185
- Майк Крапо (Р-Айдахо), кабинет 239
- Кей Хейган (Д-Северная Каролина), кабинет 521
- Мэри Ландрье (Д-Луизиана), кабинет 431
- Марк Прайор (Д-Арканзас), кабинет 255
- Берни Сандерс (Н-Вермонт), кабинет 332
- Джон Тьюн (Р-Южная Дакота), кабинет 511
- Роджер Уикер (Р-Миссисипи), кабинет 555
- Рон Уайден (Д-Орегон), кабинет 223

## Комитеты Сената США внутри здания имени Дирксена
- Комитет Сената США по банковскому, жилищному строительству и городскому хозяйству
- Комитет Сената США по бюджету
- Комитет Сената США по торговле, науке и транспорту
- Комитет Сената США по энергетике и природным ресурсам
- Комитет Сената США по окружающей среде и общественным работам
- Комитет Сената США по финансам
- Комиссия Сената США по международным отношениям
- Комитет Сената США по вопросам здравоохранения, образования, труда и пенсиям
- Комитет Национальной Безопасности и государственных дел Сената США
- Комитет Сената США по судебным делам

## Коронация Мун Сон Мёна
В 2004 году Мун в Здании Сената США имени Дирксена перед членами Конгресса США сделал провозглашение, что «он является Мессией, Спасителем, Господом Второго Пришествия и Истинным Родителем», после того, как конгрессмен Дэнни Дэвис торжественно водрузил на голову первого корону, что вызвало переполох во всем мире, в особенности в США. Мероприятие могло пройти только при ходатайствовании одного из сенаторов США, что и было сделано, но правительство США не выдало имени ходатайствовавшего.